# نامه عاشقانه

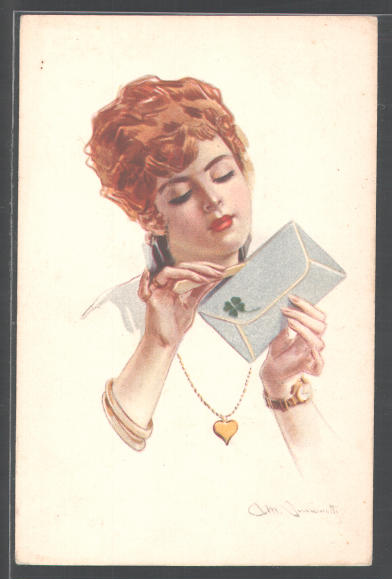
گشودن یک نامه عاشقانه (اثر آمدئو سیمونتی، نقاش ایتالیایی)

نامه عاشقانه یا در زبان عامیانه نامه فدایت شوم، راهی است عاطفی برای نشان دادن و انتقال احساس عشق در قالب نوشته. نامهٔ عاشقانه، نامه‌ای است که فردی که نسبت به فرد دیگر عشق می‌ورزد، برای او (معشوق) می‌نویسد و در محتویات آن صمیمیت و علاقه خود را —عموماً با جملات و عبارات ادبی یا شبه ادبی— به طرف مقابل ابراز می‌کند. اغلب معشوق از جنس مخالف است و عشق، جنسی است.
در فرهنگ‌های مختلف، این کلمه بار معنایی خاصی دارد و حتی در بعضی فرهنگ‌های نادر ممکن است تابو محسوب شود. به زبان آوردن کلمه دوستت دارم (به هر زبانی)

## پیرامون واژه
در فارسی، این کلمه، ترکیبی وصفی است و از اضافه شدن کلمات نامه (به معنای معمول آن و نوع کلمه: اسم) و عاشقانه (به معنی مطابق راه و رسم عاشقان و نوع کلمه: صفت نسبی) تشکیل شده‌است. در انگلیسی، love letter معادل این کلمه است. با وجود آن‌که billet-doux در بسیاری فرهنگ‌های لغت انگلیسی وجود دارد، اما واژه‌ای فرانسوی و در اصل معادل این واژه در فرانسوی است.واژهٔ انگلیسی love letter از جمله واژه‌هایی است که اولین بار توسط ویلیام شکسپیر استفاده و وارد زبان انگلیسی شده‌است.

## در ادبیات فارسی
- در منظومه ویس و رامین فخرالدین اسعد گرگانی، نامهٔ عاشقانهٔ ویس به رامین، به شعر، در بخشی از داستان آورده شده‌است.[۷]